# Dick Briel
Dick Briel (* 29. Dezember 1950 in Leiden; † 26. September 2011 in Rijswijk) war ein niederländischer Comiczeichner.

## Leben
Geboren 1950 in Leiden, wandte sich Briel nach einem Kunststudium an der Gerrit Rietveld Academie in Amsterdam dem Medium Comic zu. Gemäß seinem Vorbild Hergé zeichnete er einige Seiten im Stil der Ligne claire und bewarb sich damit beim Comicmagazin Eppo. Er bekam sofort den Auftrag, eine albenlange Geschichte zu zeichnen, und so entstand Anfang der 1980er Jahre die Figur Professor Palmboom. In Deutschland sind die drei Abenteuer bei Carlsen und Arboris erschienen.
Am 26. September 2011 starb Dick Briel im Alter von 60 Jahren an Krebs.